# Ingmar Villqist
Ingmar Villqist, född 1960 i Chorzów, är en polsk dramatiker. Det skandinaviskt klingande namnet är en pseudonym för Jarosław Świerszcz. Han valde att använda pseudonym i samband med uppsättningen av hans första pjäs Oskar i Ruth (1998), då han var professor vid Konstakademien i Warszawa och inte var säker på sin framgång som dramatiker. Inom några år var han emellertid en av de mest spelade dramatikerna i Polen, och har även översatts till en rad andra språk, bl.a. svenska av Lennart Ilke. Villqist har skrivit ett femtontal pjäser, en roman och några filmmanus. Från hösten 2008 till december 2010 var han administrativ och konstnärlig ledare för Gombrowiczteatern i Gdynia. Under 2010 tilldelades han priset för bästa regidebut för filmen Ewa på 10:e Internationella Filmfestivalen i Wroclaw. 